# TP53TG5
TP53TG5 (англ. TP53 target 5) – білок, який кодується однойменним геном, розташованим у людей на довгому плечі 20-ї хромосоми. Довжина поліпептидного ланцюга білка становить 290 амінокислот, а молекулярна маса — 34 019.
| 10         |  | 20         |  | 30         |  | 40         |  | 50         |
| ---------- |  | ---------- |  | ---------- |  | ---------- |  | ---------- |
| MSPSAKKRPK |  | NSRVSKMQDE |  | KLRDETEQPV |  | SKVIERNRLR |  | TVLKNLSLLK |
| LLKSSNRRIQ |  | ELHKLAKRCW |  | HSLLSVPKIL |  | RISSGENSAC |  | NKTKQNNEEF |
| QEIGCSEKEL |  | KSKKLESTGD |  | PKKKEYKEWK |  | SQVQSGMRNK |  | EKTSLAAMPR |
| KEKHIEPEVP |  | RTSRDDSLNP |  | GVQGRQPLTE |  | GPRVIFIKPY |  | RNRTPMGHMK |
| QLDVADQWIW |  | FEGLPTRIHL |  | PAPRVMCRSS |  | TLRWVKRRCT |  | RFCSASLEMP |
| MWHPYKVDVT |  | WTRARGASRG |  | WRSRHQLKGR |  | NGWRNSRVYK |  |            |

A: Аланін

C: Цистеїн

D: Аспарагінова кислота

E: Глутамінова кислота

F: Фенілаланін

G: Гліцин

H: Гістидин

I: Ізолейцин

K: Лізин

L: Лейцин

M: Метіонін

N: Аспарагін

P: Пролін

Q: Глутамін

R: Аргінін

S: Серин

T: Треонін

V: Валін

W: Триптофан

Локалізований у цитоплазмі, ядрі.